# Privatmäklare
Privatmäklare avser främst mäklare som hjälper institutioner och privatpersoner med aktieaffärer. Privatmäklare kallas även de fastighetsmäklare som förmedlar privatpersoners bostadsobjekt.
Under senare år används begreppet privatmäklare även för att beskriva de fastighetsmäklare som förmedlar bostäder på distans där säljaren själv tar hand om delar av försäljningsprocessen, till exempel visningarna. I Sverige lyder dessa fastighetsmäklare under samma regelverk som traditionella fastighetsmäklare och är registrerade hos Fastighetsmäklarinspektionen. 